# 袁野 (政治人物)
袁野（1965年12月—），男，汉族，重庆人，中华人民共和国政治人物，曾任中华人民共和国审计署副审计长、党组成员。现任國務院國資委黨委委員，副主任，中共十九大代表。